# Клоулклубед
Клоулклубед (палау Kloulklubedi) — населений пункт Палау, є адміністративним центром штату Пелеліу. Розташований на північній частині острова, недалеко від Північного пляжу. Село було центром японських операцій у Другій світовій війні, і залишки японського центру зв'язку все ще стоять в селі. Пам'ятник битві за Пелеліу також знаходиться в населеному пункті.
У Клоуклабеді похований перший президент Палау Харуо Ремеліїк, який був убитий в 1985 році. Харуо був родом з Пелеліу, і його могила знаходиться недалеко від центру села і від офісу губернатора.